# Herbert Prikopa

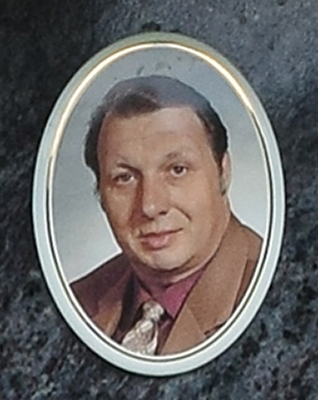
Porzellanfoto am Grabstein

Herbert „Happi“ Prikopa (* 30. November 1935 in Wien; † 8. Dezember 2015 ebenda) war ein österreichischer Fernsehmoderator, Dirigent, Opernsänger (Tenor), Schauspieler, Komponist, Schriftsteller, Pianist und Kabarettist.

## Leben
Im Jahr 1954 wurde er mit 19 Jahren jüngster Korrepetitor an der Wiener Volksoper. Nach einem Gesangsengagement an der Wiener Kammeroper wurde er Mitglied in Gerhard Bronners „Namenlosem Ensemble“ in dem Kabarettprogramm Brettl vorm Klavier. Im Jahr 1957 kam statt des Korrepetitorenvertrags ein Solistenvertrag an der Volksoper. Prikopa gehörte von 1988 bis 2009 zum Team des Radiokabaretts „Der Guglhupf“. In den Saisonen 1998/1999 bis 2007/2008 war Prikopa musikalischer Leiter und Dirigent der Wiener Johann Strauß Konzert Gala.

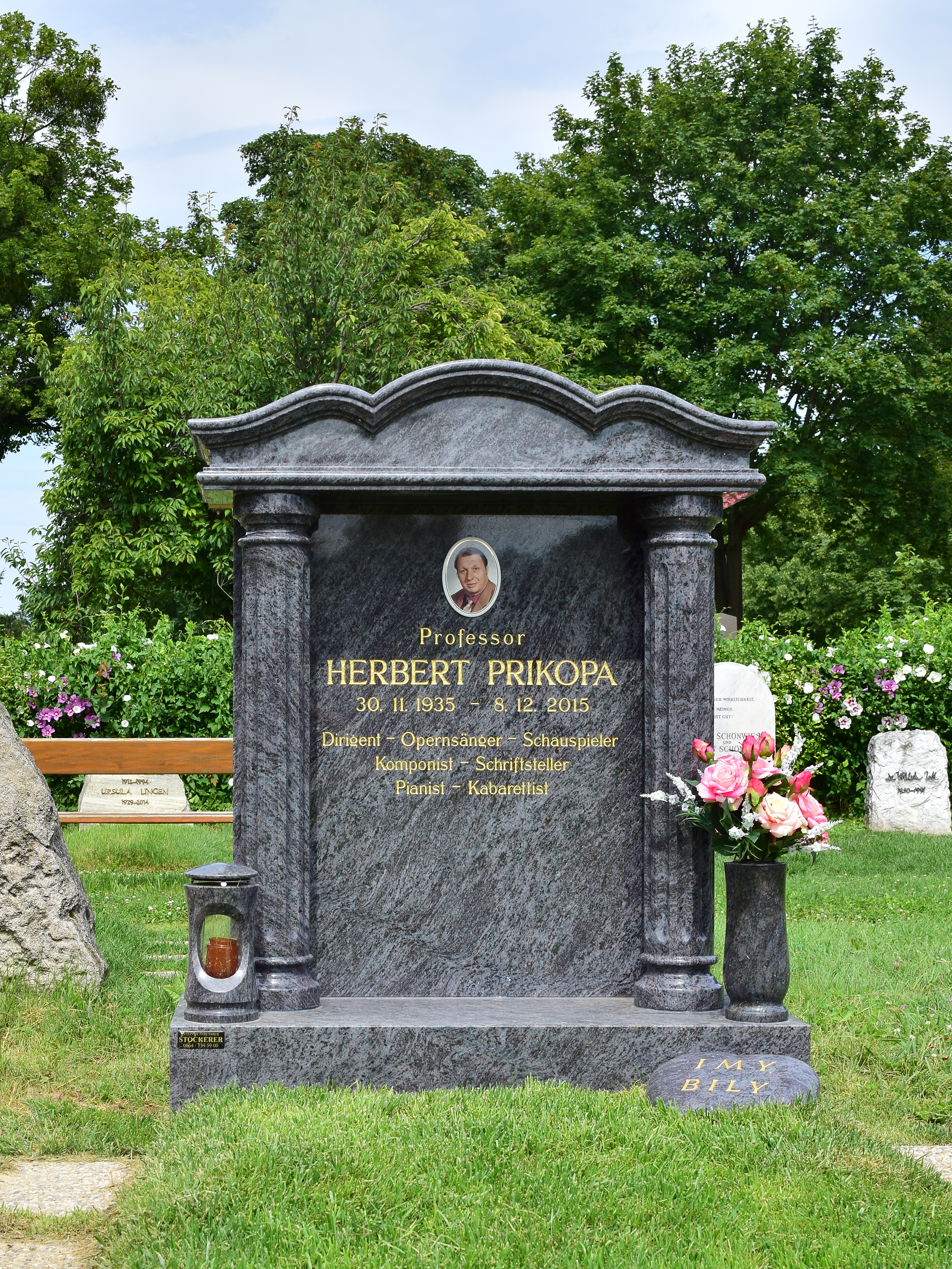
Ehrenhalber gewidmetes Grab auf dem Wiener Zentralfriedhof

Dem jungen Fernsehpublikum war er als Moderator der Kindersendung Auch Spaß muss sein im ORF in den 1980er-Jahren ein Begriff. Hier trat er als Herbert „Happi“ Prikopa auf.
Herbert Prikopa war verheiratet und hatte mit seiner Frau einen gemeinsamen Sohn.
Am 21. März 2005 erhielt Prikopa den Berufstitel Professor.
Herbert Prikopa wurde am 7. Jänner 2016 auf dem Wiener Zentralfriedhof in einem ehrenhalber gewidmeten Grab (Gruppe 40, Nummer 195) bestattet.

## Filmografie
- 1957: Die Lindenwirtin vom Donaustrand
- 1957: Sissi – Schicksalsjahre einer Kaiserin
- 1960: Meine Nichte tut das nicht
- 1962: Unter Wasser küßt man nicht (auch Co-Drehbuch)
- 1963: Kaiser Joseph und die Bahnwärterstochter (Regie: Axel Corti)
- 1963: Unsere tollen Tanten in der Südsee
- 1964: Das ist Stern schnuppe
- 1968 ’s Wiesenhendl (Regie: Kurt Wilhelm)
- 1969: Astoria (Regie: Peter Dörre)
- 1969–1970: Der alte Richter (Fernsehserie)
- 1972: Galgentoni
- 1972–1976: Die Abenteuer des braven Soldaten Schwejk
- 1974: Das Land des Lächelns
- 1975: Maghrebinische Geschichten
- 1975: Der Kommissar: Das Goldene Pflaster (Fernsehserie)
- 1977: Der Alte – Folge 1: Die Dienstreise
- 1978: Der Schneider von Ulm
- 1978: Tatort – Mord im Krankenhaus (Fernsehreihe)
- 1981: Wie Böhmen noch bei Österreich war (Regie: Franz Josef Gottlieb)
- 1985: Der Leihopa (ORF-Fernsehserie mit Alfred Böhm)
- 1992: Kaisermühlen Blues
- 1994: Mesmer
- 1999: Eine fast perfekte Hochzeit (Regie: Reinhard Schwabenitzky)
- 2001: Julia – Eine ungewöhnliche Frau (Folge Das Ende des Weges)
- 2007: Oben ohne (Fernsehserie, Regie: Reinhard Schwabenitzky)

## Hörspiele
- 1984: Otto Brusatti: Die letzten Stunden der Menschheit – Regie: Otto Brusatti (ORF/WDR)

## Diskografie (Auswahl)
- Gräfin Mariza, (Emmerich Kálmán)
- Die lustige Witwe, (Franz Lehár)
- Le Grand Macabre, (György Ligeti)

## Kompositionen (Auswahl)
- Classic Piano. 28 Kompositionen für Klavier
- Visit to Chimera
- Chimera
- The Pillars of the world
- Thinking Positively
- Schrammel-Messe

## Werke
- 1994: Erich Kunz – Biographie des Sänger, gemeinsam mit Cornelia Szabó-Knotik, Löcker-Verlag Wien, ISBN 978-3854092391
- 1998: 100 Jahre Volksoper – Die Geschichte eines notwendigen Theaters, Iberia-Verlag Wien, ISBN 978-3-900436-67-4
- 2003: Strauß-Führer durch Europa und die umliegenden Ortschaften, Iberia-Verlag Wien, ISBN 978-3-85052-124-6

## Auszeichnungen (Auszug)
- 1986: Großes Ehrenzeichen für Verdienste um die Republik Österreich
- 2011: Goldenes Ehrenzeichen für Verdienste um das Land Wien